# Герт Хардорф
Герт Хардорф (на немски: Gerdt Hardorff) е германски художник.

## Биография
Роден е на 11 май 1769 година в Щайнкирхен в семейството на търговец на зърно, което малко по-късно се установява в близкия Хамбург. От 1788 до 1794 година учи със стипендия във Висшето художествено училище в Дрезден, след което се връща в Хамбург и се утвърждава като автор на гравюри, портрети и църковни картини, обучава множество млади художници.
Герт Хардорф умира на 19 май 1864 година в Хамбург.